# Церква Успіння на Волотовому Полі
Церква Успіння Богородиці на Волотовому Полі  (рос. церковь Успения Богородицы на Волотовом поле) — пам'ятка російської середньовічної архітектури 14 ст. Пам'ятка на околиці міста була також значною художньою пам'яткою того ж століття через найповніший комплект фресок, поруйнованих в роки війни 1941—1945 рр.

## Літописні свідоцтва
Про побудову Церкві Успіння Богородиці на Волотовому, створення стінописів, пожежі, грабунки, ремонти, добудови були знайдені свідоцтва в літописах і документах, що є не правилом, а швидше винятком.
Згідно з Новгородським літописом, за архієпископа Моїсея 1352 року вибудувано церкву в ім'я Успіння на Волотовому полі, на схід від міста на підвищеному березі річки Малий Волховець. Літопис неточно називав стан Моїсея, що обіймав тоді більш скромну посаду. Згодом його обрали архієпископом і він перебрався в Новгород, в Софійський собор. Невдовзі[коли?] церква стала монастирською[уточнити]. Стінописи храму були створені вже за нового настоятеля, у 1363 році. Їх автор невідомий, бо російське середньовічне мистецтво здебільшого анонімне. Митці того часу вкрай рідко підписували власні твори чи про них сповіщали літописи. За стилістичним аналізом, фрески в храмі створили щонайменше три майстри (або майстер з учнями), але один відрізнявся як іконографічним знанням, так і мовами (частка написів створена давньоруською та старогрецькою мовами). Знав цей майстер і надбання Феофана Грека, але його манера — інша.
Довгий час ансамбль фресок Волотовського храму був найповнішим серед збережених в Великому Новгороді. Збережені фрески і створили славу храму в 19 ст., що обумовило їх вивчення, описи. На початку 20 ст. храм та його стінописи стали темами наукових монографій В. Суслова та Л. Мацулевича. Мацулевич подбав і про створення фотофіксації фресок. Слава фресок спонукала дослідників замовити їх копії художникам, що фіксувало також їх кольори і надавало можливість вивчати твори, не виїжджаючи до Новгорода. Серед тих, хто створив копії Волотовського храму — Н. І. Толмачевська, Л. Дурново та інші. Волотовські фрески вивчав російський художник-символіст Павло Кузнецов (1878—1968). Копії художників стали історичними документами по війні 1941—1945 рр., коли церкву зруйнували разом з усім ансамблем середньовічних фресок.

## Побутування храму: пожежі, грабунки, ремонти, добудови
- 1352 року вибудували церкву.
- 1363 року створили стінописи, церква стала монастирською.
- 1386 монастир на Волотовому полі постраждав від пожежі, але фрески постраждали мало.
- Відомо, що монастирську церкву ремонтували в 1630 та 1700 рр.
- На початку 17 століття монастир пограбували вояки Швеції, але храм і фрески не поруйнували.
- В 17 ст. на північному боці вибудували нову дзвіницю.
- Первісно церква була залишена непотинькованою, як і більшість новгородських храмів. В 17 столітті її первісний гонтовий дах замінено на чотирисхилий, який поновляли 1740 та 1839 рр.
- Шоломоподібну баню 1740 року замінили на барокову.

## Повоєнні реставрації

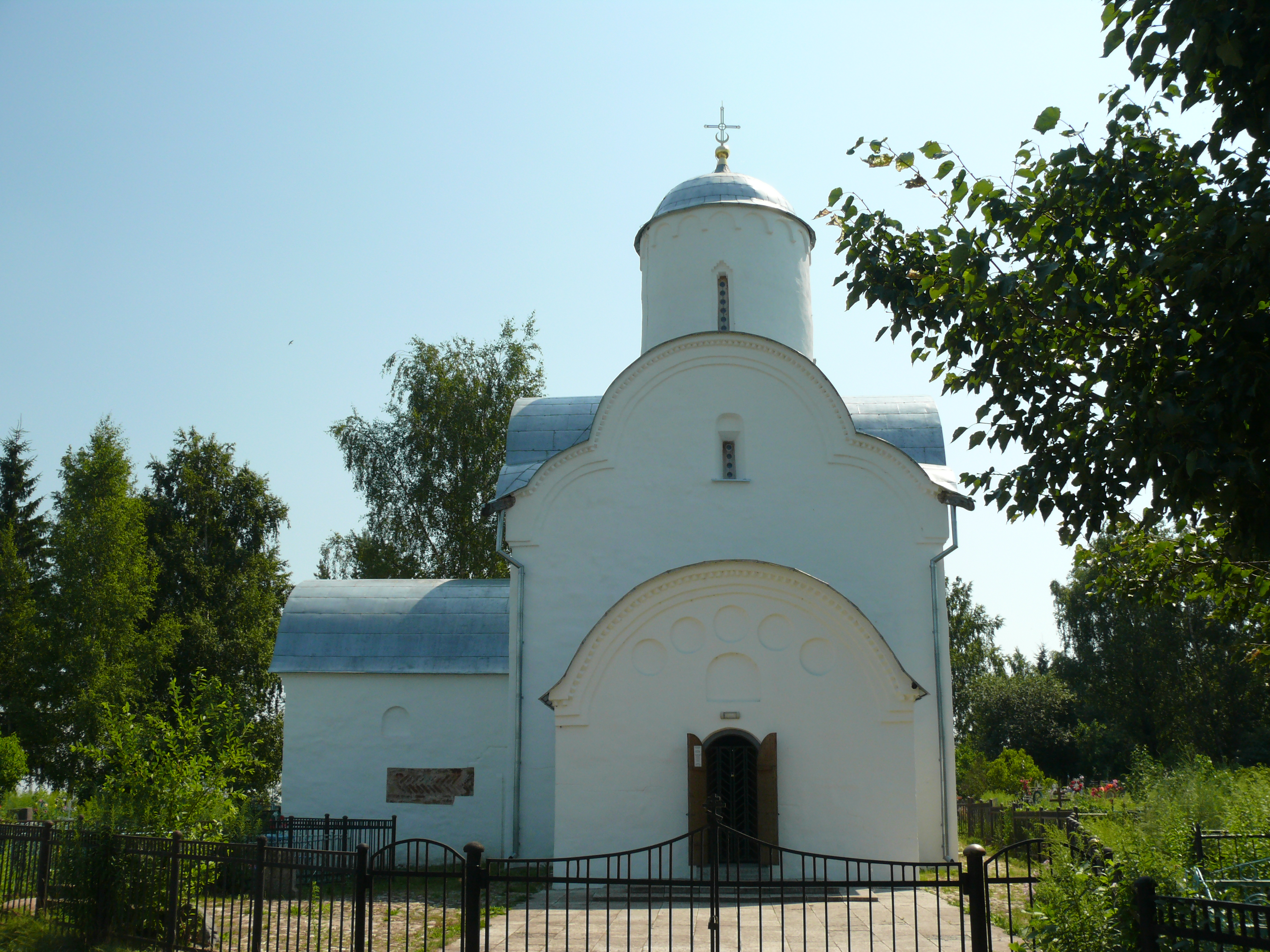
Відновлена архітектура церкви Успіння Богородиці на Волотовому Полі. Фото 2010 року.

Храмові руїни законсервовані лише 1955 року. В відбудованому храмі на фасадах залишена хвиляста лінія колишніх первісних мурів. Завали розібрані, зібрані також усі уламки і рештки знищених фресок. Росія, як правонаступниця прав СРСР, отримала в повоєнні роки від Німеччини п'ятдесят два (52 000 000) мільйони[уточнити] на реставрацію Волотовського храму. Гроші російському уряду на реставрацію перерахував німецький нафтогазовий концерн «Вінтерсхал АГ».
Зі шматочків поруйнованих фресок вдалося зібрати частини колишніх композицій, серед яких « Сон Якова», медальйони з зображенням мучеників Йосафа та Микити, «пророк Захарія», «Архангел Михаїл». Відновлені фрески розмістять в церкві, яка стане історико-художнім музеєм.
Храм відбудовано з руїн в період 2001–2003 років, потиньковано і вибілено. Сучасні дахи вкриті бляхою.

## Використання фресок
У 2000 році художником Ігорем Дзисем на основі фресок Волотовської церкви зроблено графічну реконструкцию вигляду новгородських вояків XIV століття, опубліковану у російському військово-історичному журналі «Цейхгауз». Всього зроблено реконструкції п'ятьох вояків:
- новгородський кінний сотник — на основі фрески з зображенням Федора Стратилата
- новгородський ополченец — на основі фрески «Слово о неком ігумене»
- кінний вояк новгородського тисячного полку — на основі зображення невідомого святого воїна
- піший сотник новгородського ополчення — на основі фрески «Розп'яття» з зображенням сотники Лонгіна
- піший ратник новгородського ополчення — на основі фрески «Воскресіння Христове»